# Helgi Sigurðsson
Helgi Sigurðsson (født 17. september 1974) er en tidligere islandsk fodboldspiller og assistenttræner for Knattspyrnufélagið Víkingur. Han spillede som angriber og endte sin karriere i Ungmennafélagið Afturelding. I hans karriere har han spillet i Tyskland, Norge, Grækenland, Danmark og Island.
Helgi nåede i sin tid som landsholdspiller at spille 63 kampe i landsholdstrøjen. Her scorede han 10 mål.